# 小有洞天石刻
小有洞天石刻，位于中国广东省梅州市大埔县湖寮双坑，为梅州市大埔县的一个县级文物保护单位，类型为石窟寺及石刻，公布时间为1985年4月。
小有洞天石刻的历史年代为清代。